# Goðaborg (bergstopp i Island, lat 64,75, long -14,05)
Goðaborg är en bergstopp i republiken Island. Den ligger i regionen Austurland, 400 km öster om huvudstaden Reykjavík. Toppen på Goðaborg är 623 meter över havet.
Närmaste större samhälle är Djúpivogur, omkring 15 kilometer sydväst om Goðaborg.